# François Alexandre Frédéric, duc de La Rochefoucauld-Liancourt

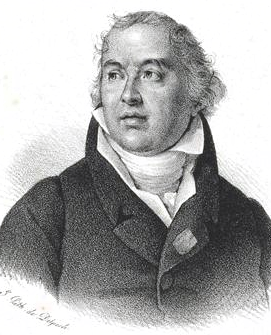
François Alexandre Frédéric de La Rochefoucauld, duc de Liancourt. Porträt von François Séraphin Delpech

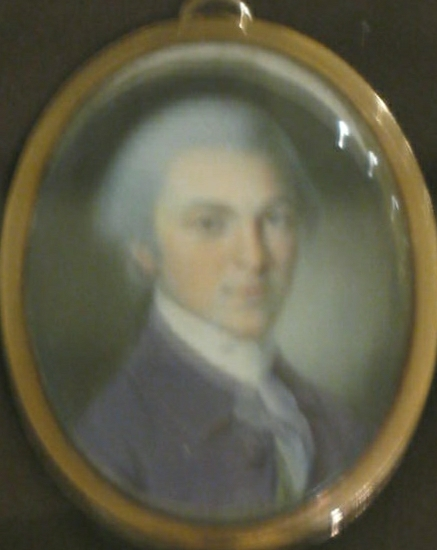
Jugendbildnis

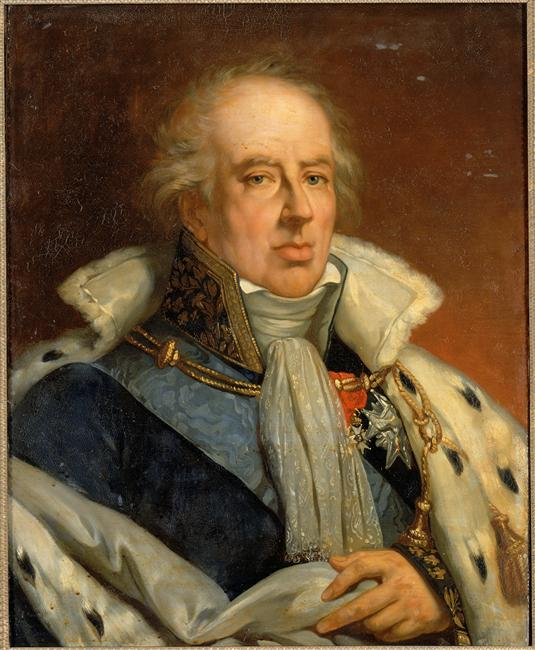
La Rochefoucauld-Liancourt als Pair

François XII. Alexandre Frédéric, duc de La Rochefoucauld-Liancourt (* 11. Januar 1747 in La Roche-Guyon; † 27. März 1827 in Paris) war ein französischer Herzog, Politiker, Sozialreformer und Unternehmer.

## Frühe Jahre
Er war der älteste Sohn von Louis François Armand de La Rochefoucauld de Roye, Duc d’Estissac. Nach der Schule diente er in der königlichen Armee. Er heiratete 1764 Félicité Sophie de Lannion. Zunächst als Comte de Rochefoucauld bekannt, durfte er sich ab 1765 Duc de Liancourt nennen. Während seiner Grand Tour besuchte er zwischen 1765 und 1766 Italien. Er besuchte 1769 England und studierte die dortigen landwirtschaftlichen Methoden. In der Nähe seines Schlosses im heutigen Département Yvelines baute er daraufhin eine landwirtschaftliche Musterwirtschaft auf. Er gründete in Chalons eine berufsbildende Schule. Aus dieser ging später die École nationale supérieure d’arts et métiers hervor.
Rochefoucauld-Liancourt war seit 1770 Colonel und Inhaber des Régiment de La Rochefoucauld-Dragons. Im Jahr 1781 wurde er Brigadier des armées du roi einer Dragonereinheit. Er wurde auch Ritter des Ordre royal et militaire de Saint-Louis. Nach dem Tod seines Vaters wurde er Duc d’Estissac. Wie schon sein Vater bekleidete er am Hof das Amt eines Großmeisters der königlichen Garderobe. Er begleitete Ludwig XVI. 1786 auf seiner Reise nach Cherbourg.

## Französische Revolution
Er war während der 1780er Jahre Gast verschiedener Salons in Paris und gehörte dem politischen Diskussionskreis der Gruppe der Dreißig an. Im Jahr 1789 wurde er zum Vertreter des Adels von Clermont-en-Beauvaisis in die Generalstände gewählt. Er gehörte dort zu der Gruppe der liberalen Adeligen. Er wechselte im Juni 1789 allerdings zunächst nicht ins Lager des Dritten Standes über. Er argumentierte, dass er zum Wechsel in die Konstituante ein neues Mandat benötigen würde.
Im Juli war er als Vermittler zwischen der Nationalversammlung und Ludwig XVI. tätig. Er hat den König über den Sturm auf die Bastille informiert. Auf die Bemerkung des Königs. „Aber das ist eine Revolte“ soll er geantwortet haben: „nein Sire, das ist eine Revolution.“ Tatsächlich hat dieser Dialog vermutlich nicht stattgefunden, bzw. er ist nicht belegbar.
Später war Rochefoucauld-Liancourt doch Mitglied der Nationalversammlung und vom 18. Juli bis zum 3. August 1789 deren Präsident. Er sprach sich für ein königliches Veto aus. Er befasste sich vor allem mit Reformen der inneren Verwaltung, des Finanzwesens und der Polizei. Er hatte am 4. August großen Anteil am Beschluss das Feudalsystem aufzuheben. Später kümmerte er sich vor allem um soziale Fragen und verfasste für die entsprechenden Ausschüsse Berichte über das Hospital- oder Armenswesen. Er setzte sich für Reformen im Gefängniswesen und die Abschaffung der Todesstrafe ein.
Nach der gescheiterten Flucht des Königs nach Varennes bemerkte er, dass die eine Sache die bei der Revolution noch fehle, die Freiheit vom König sei. Er gehörte dem Club von 1789, später dem Jakobinerclub und dann den Feuillants an. Im Jahr 1791 erwarb er in der Nähe seines Schlosses in großem Umfang Nationalgüter aus Klosterbesitz.

## Exil, Kaiserreich und Restauration
Nachdem am 4. September 1792 im Zuge der Septembermassaker Louis-Alexandre de La Rochefoucauld, der 6. Duc de La Rochefoucauld, ermordet worden war, ging er ins Exil nach Großbritannien. Seither führte er als dessen nächster männlicher Verwandter auch den Titel eines 7. Duc de La Rochefoucauld. Zwischen 1794 und 1797 bereiste er die Vereinigten Staaten und Kanada. Dort beobachtete er genau das dortige wirtschaftliche Leben, die politischen Strukturen und die Wohlfahrtseinrichtungen. Er veröffentlichte darüber eine Beschreibung in sechs Bänden.
Nach dem Staatsstreich vom 18. Brumaire kehrte er nach Frankreich zurück. Obwohl Napoleon verschiedene Anstrengungen unternahm, ihn an sich zu ziehen, hat er kein Amt angenommen. Lediglich die Aufnahme in die Ehrenlegion akzeptierte er. Stattdessen versuchte er, die Erfahrungen aus seinen Reisen in die Praxis umzusetzen. Seinen eigenen Besitz hatte er durch Enteignung während der Revolution verloren. Es blieb aber der Besitz seiner Frau, die sich nur zum Schein von ihm getrennt hatte. Auf diesem erbaute er große Baumwollgarnspinnereien nach englischem Vorbild. Er führte in Frankreich auch die Impfung gegen Blattern ein. Während der Herrschaft der hundert Tage war er Abgeordneter. Nach der Restauration gehörte er der Kammer der Pairs an. Er war 1816 Mitglied einer Kommission für das Krankenhauswesen. Er war auch im Verein für christliche Moral aktiv, setzte sich für die Abschaffung der Sklaverei ein und hatte verschiedene weitere Ämter inne. Wegen seiner liberalen Ansichten verlor er diese Posten wieder. Er gründete die erste Sparkasse Frankreichs. Diese war Ausgangspunkt der Groupe Caisse d’Epargne. In der Folge veröffentlichte er verschiedene Schriften und wurde für die Akademie der Wissenschaften benannt.
1804 wurde er korrespondierendes Mitglied der Académie des sciences in Paris.

## Werke
- Reisen in den Jahren 1795, 1796 und 1797 durch alle an der See belegenen Staaten der Nordamerikanischen Republik. Nebst zuverläßigen Nachrichten von Unter-Canada  Übersetzt von Rudolph Gerhard Behrmann (Jr.), Hamburg: Hoffmann 1799

Band 1 Digitalisat
Band 2 Digitalisat
Band 3 Digitalisat